# Bezirk Limassol
Der Bezirk Limassol (griechisch Επαρχία Λεμεσού; türkisch Limasol kazası) ist ein Bezirk der Republik Zypern. Hauptort des Bezirkes ist Limassol. Im Bezirk liegen die britische Militärbasis Akrotiri und der Hafen von Limassol.
Der Bezirk hat eine Fläche von 1393 km², entsprechend 15,07 % der Insel.

## Geschichte
Die begrabene antike Stadt Amathous liegt 11 Kilometer von der Stadt Limassol entfernt. Archäologische Ausgrabungen haben Ruinen aus byzantinischer Zeit und ein Grab aus dem 7. Jahrhundert vor Christus. Die alte Burg Kolossi, die 9 Kilometer westlich von Limassol liegt, spiegelt den Fall von Akkon und die Geschichte des Templerorden und ihres beschlagnahmten Eigentums wider, das dem Bezirk Limassol für den Anbau von Wein und Zuckerrohr zugeteilt wurde.

## Geographie
Der Bezirk Limassol liegt im Süden der Insel Zypern. Er ist umringt von den Bezirken Paphos im Westen, Nikosia im Norden und Larnaka im Osten, die allesamt zur Republik Zypern gehören. Im Süden grenzt der Bezirk an das Mittelmeer. Dort erstrecken sich östlich und westlich der Halbinsel Akrotiri die Akrotiri-Bucht und Episkopi-Bucht.
Auf der Halbinsel, die zur britischen Militärbasis Akrotiri gehört, liegt der Salzsee von Limassol, das größte Gewässer Zyperns. Die Halbinsel selbst sowie das nördlich daran anschließende Gebiet um die Bezirkshauptstadt Limassol sind sehr flach. Der restliche Teil des Bezirks ist durch Hügel und Berge geprägt, welche nach Norden hin ins Troodos-Gebirge übergehen. Im Troodos-Gebirge befindet sich der Olympos, dessen Gipfel ebenfalls im Bezirk Limassol liegt. Er ist mit 1952 m der höchste Berg der Insel Zypern. Im Troodos-Gebirge entspringt auch der Fluss Kouris, der nach Süden den Bezirk durchfließt.

## Gemeinden

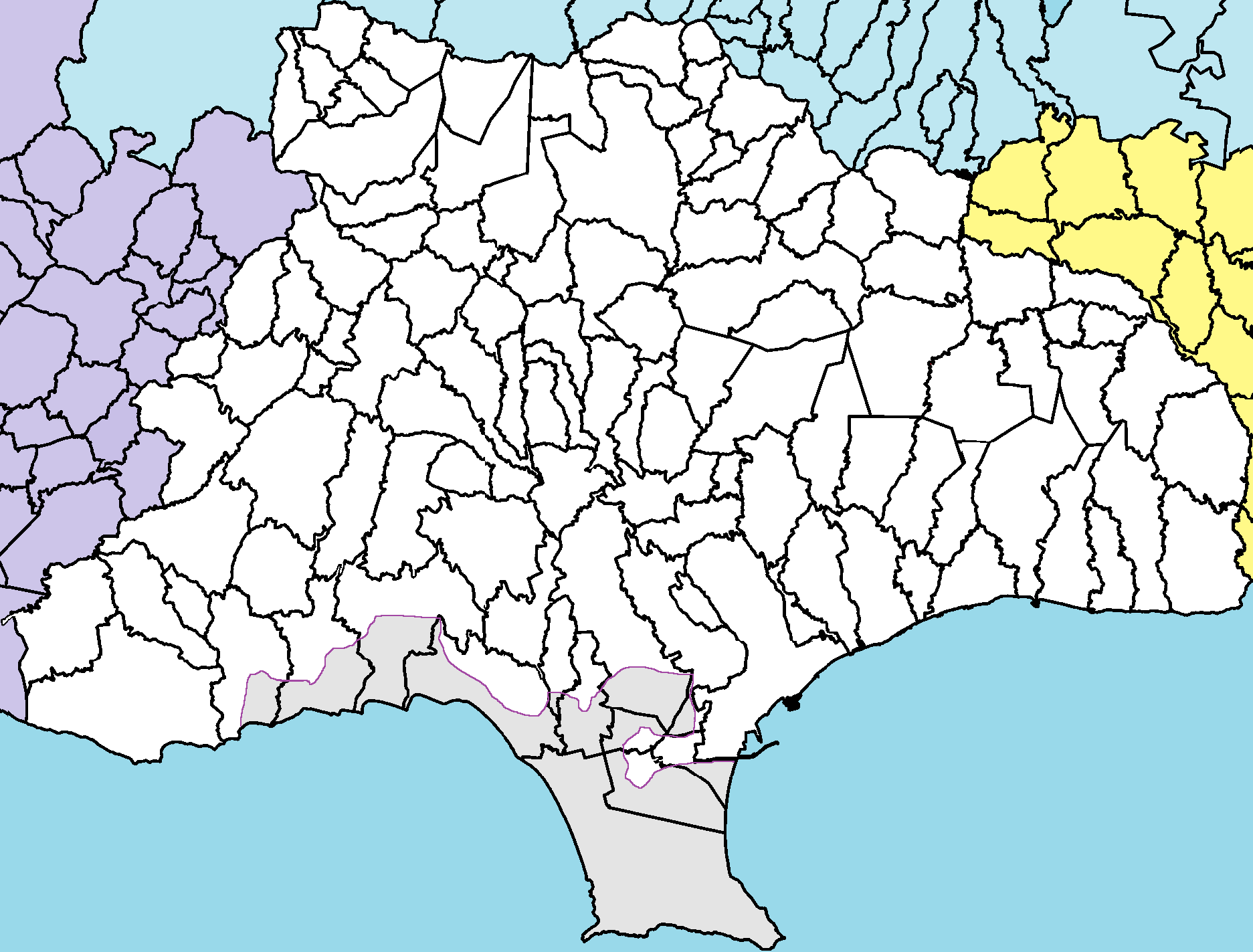
Der Bezirk Limassol unterteilt in Gemeinden

Laut Statistischem Dienst der Republik Zypern besteht der Bezirk Limassol aus 6 Städten und 106 Gemeinden. Städte sind fett dargestellt.
- Agios Amvrosios
- Agios Athanasios
- Agios Dimitrios
- Agios Georgios
- Agios Ioannis
- Agios Konstantinos
- Agios Mamas
- Agios Pavlos
- Agios Theodoros
- Agios Therapon
- Agios Thomas
- Agios Tychonas
- Agridia
- Agros
- Akapnou
- Akrotiri
- Akrounda
- Alassa
- Alektora
- Amiandos
- Anogyra
- Apesia
- Apsiou
- Arakapas
- Armenochori
- Arsos
- Asgata
- Asomatos
- Avdimou
- Chandria
- Dierona
- Dora
- Doros
- Dymes
- Episkopi
- Eptagonia
- Erimi
- Fasoula
- Fini
- Finikaria
- Gerasa
- Germasogia
- Gerovasa
- Kalo Chorio
- Kaminaria
- Kandou
- Kapilio
- Kato Kivides
- Kato Mylos
- Kato Platres
- Kato Polemidia
- Kellaki
- Kilani
- Kissousa
- Klonari
- Kolossi
- Korfi
- Kouka
- Kyperounda
- Lania
- Limassol
- Lemithou
- Limnatis
- Lofou
- Louvaras
- Malia
- Mandria
- Mathikoloni
- Mesa Gitonia
- Monagri
- Monagroulli
- Moni
- Moniatis
- Mouttagiaka
- Omodos
- Pachna
- Paleomylos
- Palodia
- Pano Kivides
- Pano Platres
- Pano Polemidia
- Paramali
- Paramytha
- Parekklisia
- Pelendri
- Pendakomo
- Pera Pedi
- Pissouri
- Platanistia
- Potamiou
- Potamitissa
- Prastio (Avdimou)
- Prastio (Kellaki)
- Prodromos
- Pyrgos
- Sanida
- Silikou
- Sotira
- Souni-Zanakia
- Spitali
- Sykopetra
- Trachoni
- Tris Elies
- Trimiklini
- Troodos
- Tserkezi
- Vasa Kellakiou
- Vasa Kilaniou
- Vikla
- Vouni
- Ypsonas
- Zoopigi